# Bosco di Castelfranco in Miscano
Bosco di Castelfranco in Miscano este o arie protejată (arie specială de conservare — SAC, sit de importanță comunitară — SCI) din Italia întinsă pe o suprafață de 893 ha, integral pe uscat.

## Localizare
Centrul sitului Bosco di Castelfranco in Miscano este situat la coordonatele 41°18′52″N 15°06′24″E / 41.314444°N 15.106667°E.

## Înființare
Situl Bosco di Castelfranco in Miscano a fost declarat sit de importanță comunitară în mai 1995 pentru a proteja 16 specii de animale. Situl a fost protejat și ca arie specială de conservare în mai 2019.

## Biodiversitate
Situată în ecoregiunea mediteraneană, aria protejată nu include niciun habitat protejat.
La baza desemnării sitului se află mai multe specii protejate:
- păsări (10): erete cenușiu (Circus pygargus), porumbel gulerat (Columba palumbus), prepeliță (Coturnix coturnix), sfrâncioc roșiatic (Lanius collurio), sitar de mâl (Limosa limosa), gaia roșie (Milvus milvus), sitar de pădure (Scolopax rusticola), turturică (Streptopelia turtur), mierlă (Turdus merula), sturz-cântător (Turdus philomelos)
- amfibieni (2): Bombina pachypus, Triturus carnifex
- mamifere (3): liliac comun (Myotis myotis), liliacul mare cu potcoavă (Rhinolophus ferrumequinum), liliacul mic cu potcoavă (Rhinolophus hipposideros)
- nevertebrate (1): croitorul mare al stejarului (Cerambyx cerdo)

Pe lângă speciile protejate, pe teritoriul sitului au mai fost identificate 2 specii de amfibieni, 2 specii de nevertebrate, 4 specii de reptile.